# Philipp la Rénotière von Ferrary

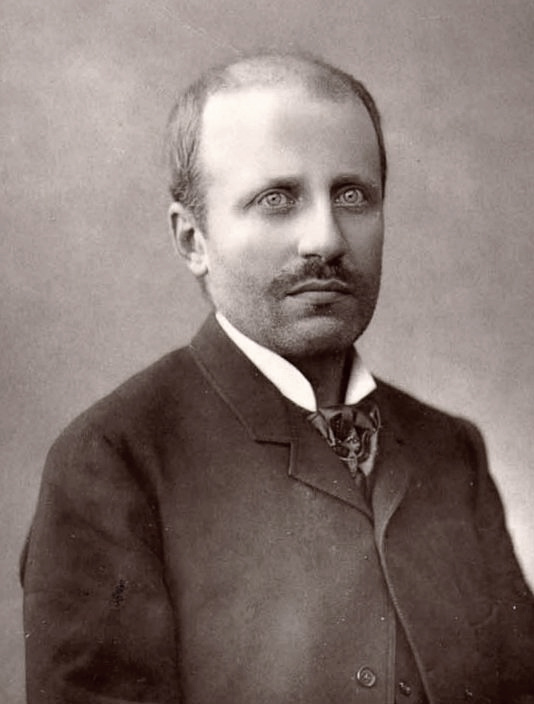
Philipp la Rénotière von Ferrary

Philipp la Rénotière von Ferrary, född 11 januari 1850 i Paris, Frankrike, död 20 maj 1917 i Lausanne, Schweiz, var sin tids mest berömde filatelist.
I sitt testamente överlämnade Ferrary sin frimärkssamling till Postmuseet i Berlin. Franska regeringen beslagtog dock samlingarna och sålde dem 1922-23 på auktioner till förmån för det franska krigsskadeståndet. De inbringade omkring 7 miljoner kronor.
Bland de rariteter som såldes märktes: British Guiana, 1 c. 1856 (unikt exemplar); ett par British Guiana 2 c. år 1850; Hawaii, 2 c. år 1851, Mauritius 1 p. och 2 p. år 1847.
Ett av de mer kända objekten i hans samling var det gula tre skilling banco-frimärket.